# Mubarak Saeed
Mubarak Saeed (tiếng Ả Rập:مبارك سعيد) (sinh ngày 18 tháng 10 năm 1991) là một cầu thủ bóng đá người Các Tiểu vương quốc Ả Rập Thống nhất. Hiện tại anh thi đấu cho Al Nasr.